# 九龍巴士238M線
九龍巴士238M是香港新界一條巴士路線，來往海濱花園及荃灣站，最初途行楊屋道、荃灣大會堂，其後改為繞經沙咀道，九十年代後期一度因應特別事項恢復舊安排，惟不再途經古坑道。

## 歷史
- 往荃灣方向初期行楊屋道、荃灣大會堂，1991年改經沙咀道，約於1995-2002年一度恢復舊安排，惟不再兜過古坑道。反之受楊屋道街市不時「爆水管」的影響，返海濱花園有時亦被迫改行沙咀道。

- 1988年8月30日：本線前身38M線投入服務，甫開辦已提供全空調服務，用車為2輛單層巴士豐田Coaster（AT）。

- 1989年10月10日：本線改稱238M線。

- 1990年11月4日：本線海濱花園總站遷往現址。

- 1992年9月27日：本線假日班次繞經舊荃灣碼頭總站。

- 1992年10月11日：本線假日班次取消繞經舊荃灣碼頭總站。

- 2011年1月16日：因應海灣花園居民及石鐘山小學爭取，本線往荃灣鐵路站方向增設海灣花園（北行）站。
- 2015年12月31日：增設到站時間預報。

## 服務時間及班次
| 海濱花園開       | 海濱花園開  | 海濱花園開   | 荃灣站開         | 荃灣站開    | 荃灣站開     |
| 日期             | 服務時間    | 班次（分鐘） | 日期             | 服務時間    | 班次（分鐘） |
| ---------------- | ----------- | ------------ | ---------------- | ----------- | ------------ |
| 星期一至五       | 05:40-06:00 | 10           | 星期一至五       | 06:00-06:30 | 10           |
| 星期一至五       | 06:00-07:00 | 12           | 星期一至五       | 06:30-07:30 | 12           |
| 星期一至五       | 07:00-07:54 | 9            | 星期一至五       | 07:30-08:15 | 9            |
| 星期一至五       | 07:54-09:54 | 10           | 星期一至五       | 08:15-09:25 | 10           |
| 星期一至五       | 09:54-19:30 | 12           | 星期一至五       | 09:25-10:30 | 13           |
| 星期一至五       | 19:30-00:00 | 15           | 星期一至五       | 10:30-12:54 | 12           |
|                  |             |              | 星期一至五       | 12:54-13:44 | 10           |
| 13:44-19:44      | 12          |              | 星期一至五       |             |              |
| 19:44-20:10      | 13          |              | 星期一至五       |             |              |
| 20:10-00:55      | 15          |              | 星期一至五       |             |              |
| 星期六           | 05:40-07:40 | 12           | 星期六           | 06:00       | 06:00        |
| 星期六           | 07:40-11:00 | 10           | 星期六           | 06:15-08:15 | 12           |
| 星期六           | 11:00-15:00 | 8            | 星期六           | 08:15-14:05 | 10           |
| 星期六           | 15:00-18:00 | 10           | 星期六           | 14:05-15:33 | 8            |
| 星期六           | 18:00-20:00 | 12           | 星期六           | 15:33-16:45 | 9            |
| 星期六           | 20:00-00:00 | 15           | 星期六           | 16:45-17:55 | 10           |
|                  |             |              | 星期六           | 17:55-19:15 | 8            |
| 19:15-20:05      | 10          |              | 星期六           |             |              |
| 20:05-23:41      | 12          |              | 星期六           |             |              |
| 23:41-23:55      | 14          |              | 星期六           |             |              |
| 23:55-00:55      | 15          |              | 星期六           |             |              |
| 星期日及公眾假期 | 05:40-07:40 | 15           | 星期日及公眾假期 | 06:00       | 06:00        |
| 星期日及公眾假期 | 07:40-08:40 | 12           | 星期日及公眾假期 | 06:15-14:15 | 12           |
| 星期日及公眾假期 | 08:40-14:00 | 10           | 星期日及公眾假期 | 14:15-16:15 | 10           |
| 星期日及公眾假期 | 14:00-19:00 | 12           | 星期日及公眾假期 | 16:15-23:27 | 12           |
| 星期日及公眾假期 | 19:00-00:00 | 15           | 星期日及公眾假期 | 23:27-23:40 | 13           |
|                  |             |              | 星期日及公眾假期 | 23:40-00:55 | 15           |

## 收費
全程：$4.3
| - 本線設有12歲以下小童及65歲或以上長者半價優惠。 - 65歲或以上香港居民使用「樂悠咭」，以及12歲以下合資格殘疾兒童使用「殘疾人士身份」個人八達通繳付車資，均可享有每程$2.0或半價（以較低者為準）的票價優惠；12至64歲合資格殘疾人士使用「殘疾人士身份」個人八達通（包括「樂悠咭」），以及60至64歲香港居民使用「樂悠咭」繳付車資，均可享有每程$2.0或全費（以較低者為準）的票價優惠。 - 65歲或以上長者如使用長者或一般個人八達通繳付車資，則只可享有半價優惠；12至64歲合資格殘疾人士如不使用「殘疾人士身份」個人八達通，以及60至64歲人士如不使用「樂悠咭」繳付車資，必須繳付全費。 - 乘客可以現金或八達通於上車時付款，不設找續。 - 每位成人乘客可免費攜帶最多兩名4歲以下而不佔座位的兒童乘客乘車，超額之4歲以下小童必須繳付小童車費乘車。 - 持有「九巴月票」之乘客在車票有效期內，每日可享最多10程任何九龍巴士及龍運巴士路線（包括本路線，以及聯營路線的九龍巴士／龍運巴士提供的班次；惟乘搭機場「A」及「NA」線則可享原價二七折優惠（不會計算每天10次合資格車程））；而B1線則每日可享最多各2程（不會計算每天10次合資格車程）。 - 九龍巴士、城巴、龍運巴士及陽光巴士全職員工及家屬（不包括外判職員）可免費乘搭本路線，惟必須拍職員或職員家屬八達通。 - 乘客亦可透過多元化電子支付系統（e度嘟）繳付車資，包括使用非接觸式VISA卡、JCB卡、萬事達卡、銀聯卡、美國運通、大來國際、Discover Card、Apple Pay、Google Pay、Samsung Pay、AlipayHK「易乘碼」、支付寶、WeChatHK／微信支付「搭車碼」、銀聯雲閃付「乘車碼」及BOC Pay「乘車碼」。乘客使用此付款方式，使用此支付方式的乘客可享有中途下車之分段收費，以及與其他九巴／龍運獨營路線或聯營線九巴／龍運班次之轉乘優惠，惟不適用於與非九巴／龍運路線之轉乘優惠，亦不能享有「公共交通費用補貼計劃」及「長者及合資格殘疾人士公共交通票價優惠計劃」。 |

### 八達通轉乘優惠
乘客登上本線後150分鐘內以同一張八達通卡轉乘以下路線，或從以下路線登車後150分鐘內以同一張八達通卡轉乘本線，次程可獲$4.2折扣優惠：
238M←→城門隧道路線
- 238M往荃灣站 → 40X、43X/43P、46X/46P、47X、48X、49X/49P、73X或278X往沙田／大埔／北區
- 40X、43X/43P、46X/46P、47X、48X、49X、73X或278X/278P往荃灣／葵青／美孚 → 238M往海濱花園

238M←→屯門／元朗／天水圍路線
- 238M往荃灣站 → 57M、58M/58P、59M、60M、61M、66M、67M、68A、68M、69M、251M、260C、265M或269M、269P往屯門／元朗／天水圍
- 57M、58M、59M、60M、61M、66M、67M、68A、68M、69M/69P、251M、260C、265M或269A/269M往荃灣／葵青 → 238M往海濱花園

238M←→40、290、290A
- 238M往荃灣站 → 40往麗港城或290、290A往順利、寶達邨、將軍澳
- 40或290/290A往荃灣 → 238M往海濱花園

## 使用車輛
1988年，本線前身38M開辦，起用2輛Toyota Coaster（AT）單層巴士行走，並又引入都城嘉慕威曼都城騎士（AMR）單層巴士。前者例子有EK6195，後者例子有DY6050（AMR1）、EA4591（AMR2）等。路線並於翌年更改為現編號稱238M。

1991年，大量新牌落地的三菱MK117J（AM）單層巴士獲派往本線，其後近逾十年無間斷服務。EL8611（AM1）、EL9048、EL9171、EM125、EM6023、EM6244、EU7309、EU8798、EV5285等均曾效力本線。

同年，九巴將利蘭奧林比安11米空調樣辦巴士（AL1）DX2437調往本線，更將新出牌的丹尼士巨龍11米空調樣辦巴士（AD1）EL5113安排本線試驗，均用以紓緩日益龐大的載客量。由於當時238M使用荃灣地鐵總站最接近入口的坑位，雙層巴士駛入坑位較困難，因此大部份車長都會選擇使用西樓角路旁的通道泊車而不入坑。

隨後因應香港引進大批雙層十一米空調巴士，本線獲派4輛利蘭奧林比安11米空調巴士（AL），疑為ER2645、ER2796、EZ7739、EZ7970。

AT、AMR亦於此時調離本線，但AM亦是238M的主用車，因此經常出現一班雙層AL(例子：ET2032)／AD(例子：FK4875)、一班單層AM，隔著出現的字軌狀況。此外，豐田Coaster（AT）偶然仍會客串本線，以1996年大批即將退役的AT獲編為後備車時最甚。這段期間，AL1也從本線甩牌，成為後備車，更多行走238X及其他路線，直至多年後退役。

1996年，全線採用新出牌的第二代丹尼士巨龍9.9米空調巴士（ADS）：GT5992、GT6269、GT6887、GU6244等。1999年，從元朗車廠換入配置了歐盟二型引擎的第三代丹尼士巨龍9.9米空調巴士（ADS）：JC1749、JC2558、JC3180、JC3341等。至2002年止，為乘客留下深刻印象。

2000年，單層巴士雖早已淡出本線、剩下四輛，隨著全線掛牌車由9輛減至7-8輛後，僅保留兩輛AM單層巴士於週六、假期等繁忙日子行走本線。其中一輛換入丹尼士達智（AA），與三菱MK117J（AM）並肩作戰。後來再轉為兩輛固定掛牌AA：GE7349、GF9466，直至2004年上半旬因削減班次被全面調離。另外，GE8603（AA）、GJ3652（AM）曾經特見行走。此後，單層巴士一度絕跡238M。

自從2001年，富豪奧林匹克（AV）逐漸形成新車隊，取代舊有掛牌的ADS、AM。本線的第一代AV車隊依班次序：HH6380、HR9972、HM2631、HT3200、HT1507，繁忙時段加入HH9068、HT7335。後來配置電子牌布的GZ6096，亦作為繁忙班次調入本線。不過，ADS仍不時出現於本線，例如逢星期六晚與海濱以外路線對調用車，換出HR9972，並換入HB695（ADS），司機留守不跟車走。試過在238X壞車的時候，派送一部昔日掛牌車予該線，因此出現過罕有的短陣巴士行走238X線，例子疑似JC3697（ADS）。

2005年3月，一度出現「以新換舊」的特殊情況。早於千禧年前後，丹尼士巨龍11米空調巴士（AD）亦被派往本線，但主要用車仍是富豪奧林匹克（AV）。直至05年3月，AV車隊「大修」(詳細檢驗)，全線採納35A線原來的掛牌車丹尼士巨龍11米（AD）：GJ2779、GJ2795、GJ3073、GR2575、GR4640、GR5548、GR7513、GR8180。後來車長指出於荃灣總站掉頭感困難，遂與235線交換用車，改回AV行走。 

2010年7月26日，本線其中1輛蛇車換入金巴丹尼士三叉戟10.6米（ATS），其後3輛蛇車換入丹尼士三叉戟12米（ATR）。此三輛巴士需柯打其他路線（主要調走238X線），而三輛（ATR）先後從238M調走至43B及32，但在2011年3月30日首次調入亞歷山大丹尼士Enviro500 12米雙層空調巴士（ATE），其後再調入首輛正字軌低地台雙層巴士丹尼士三叉戟12米，但本線低地台雙層巴士主要來源仍由238X線支援。

相隔多時，邁入2020世代，單層巴士(金色)再次派往本線特別行走，例子：PG8628、PV8212、PY7740、SE5971、SE8539。

因應海濱花園總站的設計影響，近年被勒令使用長度11.3或12米的中軸驅動雙層巴士行走。

238M於不同時期曾經縮減班次至僅剩三輛雙層巴士作為主用車。

現時本線以3輛斯堪尼亞K310UD 12米（ASU）及2輛亞歷山大丹尼士Enviro 500 MMC 12米（ATENU）雙層空調巴士作掛牌車，均屬荔枝角車廠。
| 車隊編號  | 車牌   |
| --------- | ------ |
| ASUD1     | TE7277 |
| ASUD2     | TF6087 |
| ATE246    | MF3411 |
| ATENU576  | TM2099 |
| ATENU1255 | VB7588 |
| E6M127    | YL1297 |

## 行車路線
海濱花園開經：怡樂街、永順街、馬頭壩道、聯仁街、沙咀道、大河道及西樓角路。
荃灣站開經：西樓角路、大河道、楊屋道、馬頭壩道、永順街及怡樂街。

往荃灣方向初期行楊屋道、荃灣大會堂，1991年改經沙咀道，約於1995-2002年一度恢復舊安排，惟不再兜過古坑道。反之受楊屋道街市不時「爆水管」的影響，返海濱花園有時亦被迫改行沙咀道。

### 沿線車站

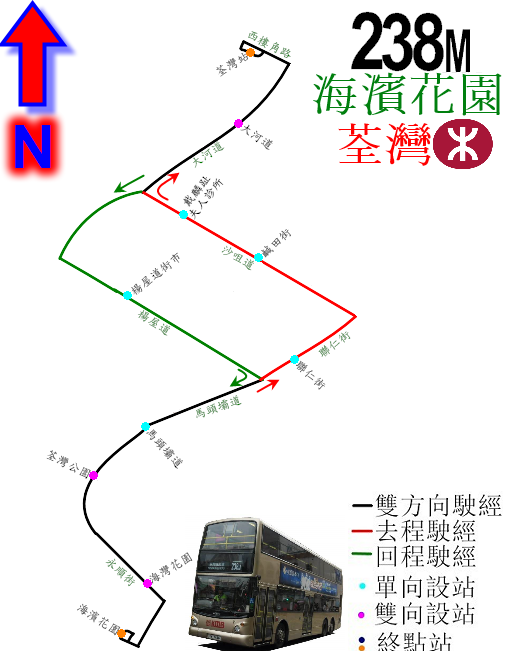
238M線的走線圖

| 海濱花園開 | 海濱花園開       | 海濱花園開           | 荃灣站開 | 荃灣站開         | 荃灣站開             |
| 序號       | 車站名稱         | 位置                 | 序號     | 車站名稱         | 位置                 |
| ---------- | ---------------- | -------------------- | -------- | ---------------- | -------------------- |
| 1          | 海濱花園巴士總站 | 海濱花園巴士總站     | 1        | 荃灣站巴士總站   | 荃灣站公共運輸交匯處 |
| 2          | 海灣花園         | 永順街               | 2        | 大河道           | 大河道               |
| 3          | 荃灣體育館       | 永順街               | 3        | 楊屋道街市       | 楊屋道               |
| 4          | 聯仁街           | 聯仁街               | 4        | 馬頭壩道         | 馬頭壩道             |
| 5          | 鹹田街           | 沙咀道               | 5        | 荃灣公園         | 永順街               |
| 6          | 戴麟趾夫人診所   | 沙咀道               | 6        | 海灣花園         | 永順街               |
| 7          | 大河道           | 大河道               | 7        | 海濱花園巴士總站 | 海濱花園巴士總站     |
| 8          | 荃灣站巴士總站   | 荃灣站公共運輸交匯處 |          |                  |                      |

## 現況
本線主要方便海濱花園居民及橫龍街工業區上班人士來往港鐵站及荃灣市中心，以接駁其他交通工具前往各地。踏入21世紀，本線逐步與多條九巴路線提供轉乘優惠，使乘客能更方便往來新界各區。然而，由於本線進入荃灣市中心，乘搭本線轉乘部份城門隧道路線有時比能直接到達大窩口的38A為慢。但由於38A班次疏落及缺乏轉乘優惠，所以乘客多喜用本線轉乘。
本線曾一度是新界西區3條班次最頻密的九巴路線之一（另外2條是58M和73X），2000年代前後由3部用車，增加為5部主打、2部繁忙時間柯打，高峯期多達8-9部掛牌車聞名。
隨著九廣西鐵（現稱屯馬綫）通車，海濱花園居民往返新界西北區可直接乘搭西鐵綫而毋須轉車，令本線客量於西鐵營運初期有所打擊。可是，西鐵票價較巴士貴，故在後期便沒大影響。此外，自楊屋道的擴闊工程、荃灣海濱公園改善工程及荃灣公園改善工程完成後，部分住客改為步行來往荃灣市中心及荃灣西站，因此本線流失部份客源。現時用車數目已減少，班次時間亦相對調整較疏。
海濱花園鄰近葵青區的「荃灣華人永遠墳場」，故此每年春秋二祭，38S與本線均會擔當重要角色。

## 外部連結
- 九巴238M線官方網站路線資料